# Sapekhburto K'lubi Guria Lanchkhuti
Il Sapekhburto K'lubi Guria Lanchkhuti (in georgiano საფეხბურთო კლუბი გურია ლანჩხუთი?), meglio nota come Guria Lanchkhuti è una società calcistica georgiana con sede nella città di Lanchkhuti. Milita nella Liga 3, la terza divisione del campionato georgiano di calcio. Nella sua storia ha vinto una coppa nazionale, nel 1990 alla sua prima edizione.

## Storia
Il club venne fondato nel 1952 come Kolmeurne Lančchuti, per poi cambiare denominazione in Guria Lančchuti nel 1960. Dopo aver partecipato per diversi anni alla Vtoraja Liga, il terzo livello del campionato sovietico di calcio, nel 1979 vinse il proprio raggruppamento e venne promosso in Pervaja Liga, la seconda serie. Nel 1986 concluse il campionato di Pervaja Liga al primo posto a pari punti con il CSKA Mosca, perse per 2-0 lo spareggio per designare la prima classificata, ma venne promossa per la prima volta in Vysšaja Liga, la massima serie sovietica. La presenza in Vysšaja Liga durò per la sola stagione 1987, poiché il Gurija concluse il campionato al sedicesimo ed ultimo posto, venendo retrocesso in Pervaja Liga. Due anni dopo concluse nuovamente il campionato al secondo posto e sempre dietro al CSKA Mosca, guadagnando la promozione in Vysšaja Liga. Al termine del campionato assieme alle altre squadre georgiane abbandonò il campionato sovietico per partecipare alla neo-costituita Umaglesi Liga, la massima serie del campionato georgiano di calcio, cambiando denominazione in Sapekhburto K'lubi Guria Lanchkhuti. Il Guria concluse le prime due stagioni di Umaglesi Liga al secondo posto. Nel 1990 vinse la prima edizione della Sakartvelos tasi, la coppa nazionale georgiana, battendo in finale lo Tskhumi Sukhumi dopo i tempi supplementari. Al termine della stagione 1998-1999 retrocesse in Pirveli Liga per la prima volta. Dopo diversi anni passati in Pirveli Liga e inframezzati da un fugace ritorno in Umaglesi Liga e una presenza in Meore Liga, il Guria tornò in massima serie nel 2013. Nel 2016 ha perso gli spareggi salvezza contro il Dila Gori, retrocedendo in Pirveli Liga.

## Palmarès

### Competizioni nazionali
- Vtoraja Liga: 1

1979
- Coppa di Georgia: 1

1990
- Erovnuli Liga 2: 1

2000-2001

### Altri piazzamenti
- Pervaja Liga:

Secondo posto: 1986, 1989
- Campionato georgiano:

Secondo posto: 1990, 1991
- Erovnuli Liga 2:

Terzo posto: 2011-2012